# Lluís Homar
Lluís Homar (ur. 20 kwietnia 1957 w Barcelonie) – hiszpański aktor filmowy i teatralny. Ukończył studia na Uniwersytecie Autonomicznym w Barcelonie. Zadebiutował w 1974 roku w sztuce Otello w reżyserii Angela Carmony.

## Wybrana filmografia
Filmy:
- Ładunek strachu (Camara oscura) jako Kapitan (2003)
- Złe wychowanie (La Mala educación) jako Berenguer (2004)
- Rodzina Borgiów (Los Borgia) jako Rodrigo Borgia (2006)
- To co we mnie najlepsze (Lo Mejor de mi) jako Eduardo (2007)
- Przerwane objęcia (Los Abrazos rotos) jako Mateo Blanco (2009)
- Oczy Julii (Los ojos de Julia) jako Isaac (2010)

Seriale:
- Motivos personales (2004–2005)
- Hispania, la leyenda (2010)

## Nagrody
- Najlepszy aktor teatralny za udział w sztuce Hamlet – 2000 r.
- Nagroda Hiszpańskiej Akademii Filmowej za najlepszą rolę męską w miniserialu 23-F: el día más difícil del rey – 2009 r.
- Nagroda Shangay za grę w filmie Ptaki z papieru – 2010 r.